# 高温超伝導
| なぜ、特定の材料は50 Kより非常に高い温度で、超伝導を示すのか？ |

高温超伝導（こうおんちょうでんどう、英: high-temperature superconductivity）とは、高い転移温度 (Tc) で起こる超伝導である。

## 概要
ベドノルツとミューラー（ミュラー）が、La-Ba-Cu-O系において1986年に発見したことから始まり、その後転移温度が液体窒素温度（−195.8 °C, 77 K）を越える銅酸化物が発見された。ミュラーとベドノルツはこの業績により、1987年のノーベル物理学賞を受賞した。
高温超伝導において、「高温」とされる温度は時代や状況によって異なる。国際電気標準会議 (IEC) の国際規定IEC60050-815(2000) と日本工業規格JIS H 7005(1999) では、「一般的に約25 K以上の Tc を持つ超伝導体」と定義した。その後、転移温度が90 Kを超える超伝導体も登場し、現在では液体窒素温度（−195.8 °C、77 K）以上で転移するものを高温超伝導体と呼ぶことが多い。
室温程度で生じる高温超伝導は特に室温超伝導とも呼ぶ。
高温超伝導を示す物質のことを高温超伝導体という。

## 歴史

超伝導材料の年表。色は材料の異なるクラスを表す：
BCS (暗緑色の円)
重い電子系 (浅い緑色の星)
銅酸化物超伝導体 (青ダイヤ)
バックミンスターフラーレン系 (紫の逆三角形)
炭素-同素体 (赤い三角形)
鉄-第15族系(オレンジ正方形)
ルテニウム酸ストロンチウム (灰色ペンタゴン)
ニッケル系 (ピンク六芒星)

1985年、誘電体研究で著名なIBMチューリッヒ研究所のフェローとなっていたアレックス・ミューラーのもとで、ジョージ・ベドノルツはチタン酸ストロンチウムの研究を行っていた。この物質は強誘電体としてよく知られている絶縁体であるが、電子ドープにより半導体から金属的となり、低い転移温度ながら超伝導を示す。ミューラーはヤーン・テラー型格子変形と超伝導との関係に興味をもっていた。ベドノルツはある日、図書室でLa-Ba-Cu-Oペロブスカイト系で液体窒素温度まで金属になるという論文を知り、早速作ってみると、試料は30 K付近から抵抗が減少し、10 K以下でゼロ抵抗になるように見えた。
彼らはドイツの会議でこの結果を発表したが、誰にも評価されることはなかった。そこでIBM T.J. Watson研究所に試料を送って真偽を鑑定してもらったが、比熱測定に超伝導転移による跳びが見られなかったことから超伝導ではないという結果が返ってきた。超伝導を認められなかったものの、1986年4月、ベドノルツとミューラーはとりあえずZeitschrift für Physikというドイツの学術誌に論文を投稿した。
この論文が公表された1986年、少なくとも世界の数カ所で結果の追試が行われた。このうち東京大学の田中グループは、この物質の結晶構造の同定とマイスナー効果を確認し、誰もが間違いないと確信できるレベルでLa-Ba-Cu-O系で超伝導が起こっていることを証明した。田中研で超伝導の存在が判明したのが1986年11月13日であり、12月5日にボストンの材料研究学会においてこの結果が発表された。これ以後、数年間にわたり高温超伝導探索のフィーバーが続いた。1987年2月には、90 K級で転移するY-Ba-Cu-O（Y系超伝導体）が発見された。短期間のうちにTcが60 Kも高められたことになる。
超伝導転移温度はその後も次々と塗り替えられており、大気圧下では1993年に発見されたHg-1223の135 Kが最も高い温度となる。
2001年:青山学院大学の秋光純らのグループが40 Kが上限と考えられるBCS理論に基づく超伝導体で、極めて上限に近い転移温度39 Kの二ホウ化マグネシウムを発見。金属系超伝導物質では最高温度となる。
2005年:水銀系銅酸化物において高圧力下での166 Kの転移温度を記録したことが報告された。ただし超伝導現象の最も基本的な性質であるゼロ抵抗は全く実現されておらず、この温度を超伝導転移温度と呼んでいいかについては議論がある。
銅酸化物高温超伝導に関する研究論文は、1987年前後をピークとして発表数は減少傾向を示している。学術データベースの統計から判断すると、高温超伝導に関する研究は、2010年から2015年までの間に行き詰まりを迎えるとする見方もあった。
2008年:東工大の細野秀雄らにより、鉄を含んだ組成の酸化物が超伝導を示すことが分かり、新たな鉱脈として大きな注目を集めている（鉄系超伝導物質）。ただ、超伝導転移温度は最も高い場合でも56K程度であり、銅酸化物高温超伝導体に対しては今のところ低い。
2015年:硫化水素が150 GPa（150万気圧）の超高圧下において203 K（−70 °C）というこれまでになく高い温度で超伝導状態になったとの報告が、Nature誌に掲載された。さらに、同記事によれば、硫化水素中の硫黄原子の7.5%をリンに置換した上で250 GPaの圧力をかければ、280 K（+8 °C）で超伝導状態になるという。これは水の凝固点よりも高温である。
2016年1月29日、東京大学とパリ南大学の共同研究チームがBCS理論とは別の銅酸化物高温超伝導体の超伝導が高温で起きる原因となる新しいメカニズムを発見したと発表。2月1日付けのアメリカの科学雑誌「フィジカル・レビュー」に掲載された。数値シミュレーションによりBCS理論では説明の付かない電子の振る舞いを発見し、この異常な振る舞いが高温超伝導の直接の原因であることを突き止めた。高温超伝導体の設計に新たな指針を与える成果。
2019年5月23日、ランタン水素化物が170 GPa（170万気圧）の超高圧下において250 K（−23 °C）で超伝導状態になることをドイツのマックス・プランク研究所が発見し、Nature （2019年5月23日号528ページ）で報告した。
2020年2月6日、物質・材料研究機構と東北大学、東京大学、理研などで構成される国際研究チームが、マックス・プランク研究所が2019年に発見、発表した温度−23 °Cというほぼ室温で超伝導になる高圧下ランタン水素が、原子核の量子ゆらぎのおかげで広い圧力域で安定に存在する「量子固体」であることをコンピュータシミュレーションにより発見したと発表した。この発見は、水素を多く含んだ水素リッチ化合物による高温超伝導やさらには室温超伝導がこれまで考えられていたよりも遙かに低い圧力で実現できる可能性を示すものであった。同研究は、Nature誌にて現地時間2020年2月5日午後6時（日本時間6日午前3時）にオンライン掲載された。
2020年10月14日、炭素質水素化硫黄(CH8S)が267 GPaの圧力下において、287.7 K（15 °C）で超伝導状態になることをニューヨーク州ロチェスター大学のグループが発見し、Natureで報告した。高圧化ながら摂氏0度を超える初の超伝導現象の報告となった。但し、Nature誌は2022年9月26日に、論文で用いられたデータ処理および分析方法に関して疑問が提起され、著者とNatureは解決に向けて取り組んできたが解決されなかったとして論文を撤回した。
2023年3月8日、ディアス博士らのグループが高圧下で水素化ルテチウムが294 K（21℃）で超伝導になったとする論文を再度Natureに発表、追試が行われ、理論的、実験的に否定的な結果が多い中、2023年6月9日、イリノイ大学シカゴ校のラッセル・ヘムリー教授のグループが追試に成功したという報告が、インターネット上の論文サーバである「arXiv」に報告された。
また、2000年前後には、フラーレンなどでも高温超伝導が生じるとする論文が数編提出されたが、後に全て研究者による捏造と判明して撤回された。

## 結晶構造
{\displaystyle {\ce {YBa2Cu3O_{7-\delta}}}} （Tc〜93 K）や{\displaystyle {\ce {Bi2Sr2Ca2Cu3O10}}} （Tc〜109 K）といった銅酸化物高温超伝導体は全て、ペロブスカイト構造を基礎とした結晶構造をしている。
これら銅酸化物高温超伝導体の構造には以下のような特徴がある。
- 2次元正方格子CuO2面がシート状に広がっている。
- 多くの物質では、このシートの上下にはランタノイド等による電気伝導をブロックする層があり、CuO2面とブロック層が交互に積層する構造をとっている。ブロック層が存在しない無限層と呼ばれるものもある。

## 超伝導体の名前
これらの超伝導体は、構成する元素の頭文字をとって呼ばれることが多い。たとえばYBa2Cu3O7-δはYBCOと呼ばれ、Bi2Sr2Ca2Cu3O10はBSCCO（ビスコ）と呼ばれる。一方、構成元素の物質量比（モル比）で呼ぶこともある。たとえばYBa2Cu3O7-δはY123、Bi2Sr2Ca2Cu3O10はBi2223などである。

## 性質
高温超伝導体にはキャリアがホールであるものと、電子のものの2種類がある。前者をホールドープ型、またはp型と呼ばれ、後者は電子ドープ型、またはn型と呼ばれる。
ホールドープ型の高温超伝導体はホール濃度と温度により、右図のような状態をとる。ホール濃度がゼロのとき、反強磁性となり、ドープをすると反強磁性が消え、擬ギャップと呼ばれる状態になる。さらにドープすると超伝導になる。ドープを増やすと超伝導転移温度は上昇する。この領域をアンダードープ領域と呼ぶ。さらにドープすると転移温度は下がる。この領域をオーバードープ領域と呼ぶ。これ以上ドープすると超伝導は消え金属的になる。

## 機構
高温超伝導においても従来型の超伝導と同様にクーパー対が形成されていることが分かっている。従来型超伝導では、BCS理論により、フォノンを媒介とするクーパー対の形成機構が解明されているのに対し、高温超伝導におけるクーパー対の形成機構に関しては、完全な意見の一致は得られていない。高温超伝導体の発見後すぐに行われた同位体効果実験から、高温超伝導機構はフォノン機構では説明できないとされている。膨大な実験的・理論的な研究により、高温超伝導物質中のCuO22次元面内の電子系における、反強磁性的なスピンの揺らぎを媒介にしたクーパー対形成機構で、高温超伝導の機構を理解できるという立場が主流となっている。しかし酸素の同位体置換により超伝導電子密度が変化するという報告もあり、フォノンも何らかの寄与をしているものと考えられている。

## 実例
| 転移温度 (ケルビン) | 転移温度 (摂氏) | 素材                                     | 分類             |
| ------------------- | --------------- | ---------------------------------------- | ---------------- |
| 294                 | ＋21            | NLH (高圧下)                             | 水素化物超伝導体 |
| 287                 | ＋15            | CH8S (高圧下) ※論文撤回疑義あり          | 水素化物超伝導体 |
| 250                 | -23             | LaH10 (高圧下)                           | 水素化物超伝導体 |
| 203                 | -70             | H2S (高圧下)                             | 水素化物超伝導体 |
| 195                 | -78             | ドライアイスの昇華温度                   |                  |
| 184                 | -89.2           | 地表における世界最低気温                 |                  |
| 145                 | -128            | 四フッ化炭素(テトラフルオロメタン)の沸点 |                  |
| 133                 | -140            | HgBa2Ca2Cu3Ox(HBCCO)                     | 銅酸化物超伝導体 |
| 110                 | -163            | Bi2Sr2Ca2Cu3O10(BSCCO)                   | 銅酸化物超伝導体 |
| 93                  | -180            | YBa2Cu3O7 (YBCO)                         | 銅酸化物超伝導体 |
| 90                  | -183            | 液体酸素の沸点                           |                  |
| 77                  | -196            | 液体窒素の沸点                           |                  |
| 55                  | -218            | SmFeAs(O,F)                              | 鉄系超伝導体     |
| 41                  | -232            | CeFeAs(O,F)                              | 鉄系超伝導体     |
| 26                  | -247            | LaFeAs(O,F)                              | 鉄系超伝導体     |
| 20                  | -253            | 液体水素の沸点                           |                  |
| 18                  | -255            | Nb3Sn（ニオブスズ）                      | 金属低温超伝導体 |
| 10                  | -263            | NbTi（ニオブチタン）                     | 金属低温超伝導体 |
| 9.2                 | -263.8          | Nb（ニオブ）                             | 金属低温超伝導体 |
| 4.2                 | -268.8          | 液体ヘリウムの沸点                       |                  |
| 4.2                 | -268.8          | Hg（水銀）                               | 金属低温超伝導体 |

*MgB2（二ホウ化マグネシウム）が39Kで転移するが、分類の便宜上外した。

## 銅酸化物超伝導体
銅酸化物高温超伝導体は全て、ペロブスカイト構造を基礎とした結晶構造をしていて、2次元正方格子CuO2面がシート状に広がっていて、このシートの上下にはランタノイド等による電気伝導をブロックする層があり、CuO2面とブロック層が交互に積層する構造をとっている。またブロック層が存在しない無限層と呼ばれるものもある。

### イットリウム系超伝導体
イットリウム(Y)を含む、90ケルビン(K)以上で超伝導転移を起こす化合物で、Y系高温超伝導体、Y系銅酸化物高温超伝導体とも書かれ、化学式は YBa2Cu3O7 である。構成する元素の頭文字をとってYBCO（ワイビーシーオー）または、構成元素の物質量比（モル比）からY123（イットリウムいちにさん）とも呼ばれる。初めて発見された液体窒素の沸点(77 K)を超える転移温度をもつ超伝導体。

### ビスマス系超伝導体
1988年に科学技術庁金属材料技術研究所(現・物質・材料研究機構)の前田弘のグループによって開発された。90ケルビン(K)以上で超伝導転移を起こす化合物で化学式はBi2Sr2Ca2Cu3O10である。構成する元素の頭文字をとってBSCCO（ビスコ）または、構成元素の物質量比（モル比）からBi2223（ビスマスにににさん）とも呼ばれる。

### REBCO
REBa2Cu3Oy は希土類を含む銅酸化物超伝導体で線材化の技術が進み、実用化にむけて開発が進みつつある。セラミクスであるREBCO超伝導体はもろいので、線材として必要な屈曲性に劣るが、薄膜化する事により柔軟性を付与する事が可能になり、線材として使用することが可能になる。結晶配向性によっても臨界電流密度が大きく変わるため、試料全体に渡った結晶軸方位の 整列が必要でエピタキシャル成長を利用して線材の全体にわたって配向したREBCO膜を作製する 技術が要求される。結晶配向性の良好な緩衝層、高い超伝導特性を持つREBCOエピ膜、長尺に渡って超伝導特性が均一なREBCOエピ膜の作製が鍵となる。

## 鉄系超伝導体
結晶構造としてはFe（鉄）イオンが正方格子を形成しており、Feの3d軌道がフェルミ面を構成する。Fe同士は金属結合になっていると考えられ、ヒ素などのプニコゲン元素がFeと強い共有結合を作り、構造を安定化させている。このため、電子のドープを行なうと反強磁性スピン配列が消え、超伝導転移温度が高くなるという解釈もできる。
LnFeAsO1-XFXの母物質の一つであるLaFeAsOの測定では、160K（約マイナス110℃）付近で正方晶から斜方晶への転移が起きることがわかっている。この付近の温度では比熱のピークも見られ、La（ランタン）のスピン格子緩和時間が発散してスピン配列が生じている。Feのスピン配列はFeAs平面内でa軸とb軸の長さが等しいが、160K以下では両者の長さに差が生じ、反強磁性的な整列状態になる。これらの結果より、140Kがネール温度に相当すると見られる。

## 水素化物超伝導体
2015年にドイツのマックス・プランク研究所により、それまで約20年間破られていなかった転移温度の最高記録を約40度も上回る203kが硫黄水素化物によって実現したことにより、2020年現在、高温超伝導体の探求は水素化物に超高圧をかけることに向けられている。2019年にはランタン水素化物で超高圧下という条件下ながら従来の銅酸化物超伝導体の転移温度を100℃も上回る、250kを達成した。2020年10月14日、炭素質水素化硫黄(CH8S)が超高圧下という条件下ながら、287.7Kを達成し、超伝導の歴史上初めて水の凝固点を超える発見となった。

## 応用
YBa2Cu3O7-δの発見で転移温度が液体窒素温度を越えてから、高価な液体ヘリウムにかわって安価な液体窒素を使えることから実用への期待が高まった。しかし加工が難しいことや臨界電流密度を高めるのが難しいことから応用はなかなか進んでいないが、近年はヘリウムの供給不足と価格高騰も重なり、高温超伝導体ならではのバルクでの用途が徐々に見出されつつある。応用としては送電線、高周波通信用超伝導フィルター、SQUID、磁界検出器、超電導リニア、米海軍の艦船推進用モーター、核磁気共鳴、MRIなど。ビスマス系超伝導体超伝導電磁石を使用した磁気浮上式鉄道の走行実験が2005年11月に実施され、成功した。